# المنزاي

فنان المنزاي

المنزاي نوع من الكوميديا في اليابان تعتمد على ثنائي ضاحك البوكِه والتسوكومي، وهو الأسلوب التقليدي من الكوميديا في الثقافة اليابانية.
معظم النكت تدور حول سوء الفهم المتبادل والحوارات الغريبة وغيرها.
في الآونة الأخيرة، كثيرا ً ما أصبح المنزاي مرتبطا بمنطقة أوساكا، وغالبا ً ما يتحدث المنزاي الكوميديين في بلهجة كنساي.
ويعد يوش يموتو kogyo كبير تكتل الترفيه ومقره في أوساكا، وعرض على أسلوب أوساكا منزاي الجماهير إلى طوكيو، وهو من إ خترع مصطلح " màn cái " (و هي واحدة من عدة طرق كتابة كلمة منزاي باليابانية؛ انظر «أ صيل» أدناه) في 1933

## البوكِه والتسوكومي
- «بوكِه» (boke)، هو الشخصية الساخرة والمرحة، الغبية في بعض الأحيان وكثير الأخطاء.
- «تسوكّومي» هو الشخصية التي تعلق على ما يقوله البوكِه، تسخر منه وتصحح اخطاءه وتؤدبه عند اللزوم.

التنائي الساخر محبوب لدى اليابانيين وكثيراً ما استعمل في البرامج التلفزية الساخرة في اليابان.

## تاريخياً
فن المانزاي تاريخه أقدم من الراكوغو إذ يقال إن هذا النوع من الفنون بدأ منذ قديم الزمان، والأرجح أنه يعود إلى عصر هييان (794 م ~ 1192 م) وكان عبارة عن اثنين من الفنانين الذين يدورون على بيوت الناس للتهنئة بالعام الجديد، فيقوم أحدهما بالقرع على طبلة يابانية ويرقص الآخر على نغمات الطبلة. وتطور هذا الفن بعد ذلك خاصة في عصر إيْدو (1603 ~ 1868) ليحتوي العرض على حديث متبادل بين الاثنين. وفي ثلاثينيات القرن الماضي اتخذ فن المانزاي الشكل الحالي الذي هو عليه الآن. وهو أن الاثنين يقفان أمام الجمهور بملابس عصرية حديثة وبينهما ميكروفون ويتبادلان حديثا مضحكا. ولكن كما كانت البداية وهي أن لكل منهما وظيفة يختص بها، فكان في الماضي أحدهما يقرع الطبل والآخر يرقص على نغماتها. الآن أيضا في الحوار الدائر بينهما لكل منهما دور يقوم به مختلف عن الثاني. فأحدها ويسمى «بوكِه» (boke)، دوره أن يقول كل ما غريب وشاذ وغير متوقع ولا متخيل ردا على أسئلة زميله أو تعليقا على ما يقول، ويكون ذلك هدفه بالأساس انتزاع الضحكات من الجمهور. أما الآخر ويسمى «تسوكّومي» فيكون دوره هو إعادة زميله إلى جادة الصواب وتصحيح ما يقوله أو تنبيهه إلى الخطإ الذي يقوله بطريقة فكاهية لاذعة. وبالطبع الهدف الأساسي هو إظهار ما في قول زميله الـ «بوكه» من غرابة ولا معقولية ليزيد من جرعة الضحك عند الجمهور، بتوضيح شدة التباين بين الاثنين. ومن المعتاد أن يرفع الـ «تسوكّومي» يده على الـ «بوكه» ضاربا إياه على رأسه أو كتفه أو رأسه عندما يتخطى الـ «بوكه» الحد المعقول في قوله الغريب والشاذ، كأن يخرج عن النص أو يلفظ قولا قبيحا أو يقول ما لا يصح قوله على الملأ، فيزيد ذلك من جرعة الضحك أكثر وأكثر لدى المشاهدين.
1. ↑  "لماذا لا يضحك اليابانيون؟". جريدة الاتحاد. مؤرشف من الأصل في 2017-05-06. اطلع عليه بتاريخ 2017-5-18.

## اقرأ أيضا
- داون تاون (ثنائي كوميدي)
- داون تاون نو غاكي نو تسوكاي يا أراهيندي

## وصلات خارجية
- Japan Times
- Japanese culture Manzai